# Baccharis nivalis
Baccharis nivalis là một loài thực vật có hoa trong họ Cúc. Loài này được (Wedd.) Sch.Bip. ex Phil. mô tả khoa học đầu tiên năm 1894.